# تريفور نواه
تريفور نواه (بالإنجليزية: Trevor Noah)‏ مواليد 20 فبراير 1984 في جوهانسبرغ، هو ممثل هزلي ومنتج وكاتب وناقد تلفزيوني ومذيع جنوب أفريقي. وهو مقدم برنامج ذا دايلي شو خلفا لجون ستيوارت.

## وصلات خارجية
- الموقع الرسمي
- تريفور نواه على موقع IMDb (الإنجليزية)
- تريفور نواه على موقع الموسوعة البريطانية (الإنجليزية)
- تريفور نواه على موقع ميوزك برينز (الإنجليزية)
- تريفور نواه على موقع قاعدة بيانات الفيلم (الإنجليزية)